# Mukunde
Mukunde är ett vattendrag i Burundi.   Det ligger i provinsen Bururi, i den sydvästra delen av landet, 90 km söder om huvudstaden Bujumbura.
Omgivningarna runt Mukunde är en mosaik av jordbruksmark och naturlig växtlighet. Runt Mukunde är det ganska tätbefolkat, med 222 invånare per kvadratkilometer.